# 1580年代
| 千纪： | 2千纪                                                                                            |
| 世纪： | 15世纪 \| 16世纪 \| 17世纪                                                                       |
| 年代： | 1550年代 \| 1560年代 \| 1570年代 \| 1580年代 \| 1590年代 \| 1600年代 \| 1610年代                 |
| 年份： | 1580年 \| 1581年 \| 1582年 \| 1583年 \| 1584年 \| 1585年 \| 1586年 \| 1587年 \| 1588年 \| 1589年 |

## 大事记
- 日本於1582年6月發生本能寺之变，內大臣織田信長身亡。

- 教皇額我略十三世於1582年頒行格里曆。

- 英國查理．霍華德，法蘭西斯·德雷克等於1588年擊敗西班牙無敵艦隊。

- 1583年，耶稣会利玛窦到了廣東。

## 出生
*明光宗（1582年）

## 逝世
*張居正（1582年）